# 鉄道ピクトリアル
『鉄道ピクトリアル』（てつどうピクトリアル、英: THE RAILWAY PICTORIAL）は、株式会社電気車研究会が発行する月刊の鉄道趣味雑誌。

## 概要
1951年創刊。現存する日本の鉄道趣味雑誌の中では『鉄道模型趣味』に次いで古く、実物の鉄道を対象とする雑誌では最長寿である。
写真誌を意味する「ピクトリアル」の名を冠するのは1950年代創刊の名残りで、巻頭や中間にグラフページを配する週刊誌と同様の構成でありながら、その部分を上質紙にするなど、当時における雑誌のレベルとしてはクオリティーが高かったことによる。
鉄道の技術や歴史的な要素を深く掘り下げた記事が多い。鉄道を専門とするライターによる一般的な記事以外にも、鉄道研究の専門家や鉄道会社の社員・技術者、あるいは鉄道会社自身や各部署の名義による趣味的水準を超えた詳細なデータが執筆された記事も多く、その中には資料的価値を持つものも多い。各記事の執筆者の社会的身分や立場も公開されるため、読者が記事の信頼性を客観的に評価することも可能である。そのため、趣味誌としての様式ではあるものの、CiNiiの論文採録対象誌にも選定されるなど学術雑誌に準じた扱いも受けている。そういう事情もあり、列車追跡レポートなどの乗り鉄系の記事は他の鉄道雑誌（特に鉄道ジャーナル）に比べると少ない。
これらの性質から、他の鉄道雑誌に比べ、文章記述に重点が置かれ、カラー刷りページが少ないという特徴があった。以前、特急「やくも」の車両塗装の多彩さを紹介する趣旨の「381系混色編成のバラエティ」という記事（2001年12月号掲載）まで白黒ページで掲載されたことがある。なお、後にニュースページの写真は全てカラー刷りに変更となっている。また、かつては上質紙ながら活版印刷による微妙な凹凸が生じるほど薄い用紙を使用していた。
2001年には創刊50周年記念パーティーを開いた。田中知己社長の縁から、ポール牧が今津直久編集長と共に司会を進行し、ゲストとして水谷豊・伊藤蘭夫妻や旗照夫が登場した。
鉄道そのものにとどまらず、アーケードゲーム機『電車でGO!』開発者による制作記や、漫画『鉄子の旅』作者、編集者インタビューなどを掲載したこともある。また2010年代からは1月号（新年号）にて石破茂（2020年1月号）や森永卓郎（2021年1月号）等の政治家や著名人等の対談記事も掲載している。
2022年5月発行の7月号にて、通巻1000号を達成。
国際定期刊行物に指定されている（ISSN0040-4047）。

## 沿革
主な沿革を記す。
- 1951年 - 『鉄道ピクトリアル』創刊。定価75円。
- 1955年 - 1955年1月号の表紙にカラー写真を採用。
- 1956年 - 1956年1月号より発行所が鉄道図書刊行会（株式会社電気車研究会内の任意団体）となる。本島三良に代わり黒岩保美が編集指導に就任。
- 1959年 - 1959年11月号で創刊100号。
- 1960年 - 1960年3月号からカラーグラフを定期掲載。
- 1961年 - 1961年10月号より表紙のカラー写真定期化。
- 1988年 - 1988年9月号で創刊500号。
- 2000年 - 2000年1月号より表紙のデザインを変更。
- 2001年 - 2001年7月号創刊50周年号発行。
- 2022年 - 2022年7月号で創刊1000号[1]。

## 増刊
毎月号の他に増刊として「私鉄特集」を、2002年からは過去のバックナンバーなどをまとめ直した「アーカイブスセレクション」の刊行を不定期に実施している。
かつては毎年10月号の増刊として前年に登場した新型車両をまとめた『鉄道車両年鑑』（2001年までは『新車年鑑』）を発売していたが、2016年を最後に発行を取り止めている。

## 編集長
初代編集長は本島三良、二代目編集長は電気機関車研究家として知られる杉田肇で、初代社長でもある田中隆三が編集長を兼ねるのは1954年6月以降。現編集長は今津直久（1989年7月号 - ）。また、鉄道趣味雑誌では唯一、編集企画等の諮問機関として外部識者による編集委員制が敷かれている（下記参照）。

## 主な編集委員・執筆者
- 青木栄一 - 故人。編集委員。
- 中川浩一 -  故人。編集委員。
- 和久田康雄 - 故人。編集委員。書評欄も担当した。
- 曽根悟 - 編集委員。
- 生方良雄 - 故人。編集委員。
- 三木理史 - 2020年時点、書評欄も担当。
- 宇都宮浄人 - 関西大学教授。対談企画などを担当。
- 三宅俊彦
- 寺本光照
- 川島令三 - 元本誌編集者。
- 岩成政和
- 岡田誠一